# Chiasmocleis
Genre
Synonymes
- Nectodactylus Miranda-Ribeiro, 1924
- Syncope Walker, 1973

Chiasmocleis  est un genre d'amphibiens de la famille des Microhylidae.

## Répartition
Les 36 espèces de ce genre se rencontrent au Panama et en Amérique du Sud, dans le Nord et l'Est des Andes.

## Liste des espèces
Selon Amphibian Species of the World (2 avril 2020) :
- Chiasmocleis alagoana Cruz, Caramaschi & Freire, 1999
- Chiasmocleis albopunctata (Boettger, 1885)
- Chiasmocleis altomontana Forlani, Tonini, Cruz, Zaher & de Sá, 2017
- Chiasmocleis anatipes Walker & Duellman, 1974
- Chiasmocleis antenori (Walker, 1973)
- Chiasmocleis atlantica Cruz, Caramaschi & Izecksohn, 1997
- Chiasmocleis avilapiresae Peloso & Sturaro, 2008
- Chiasmocleis bassleri Dunn, 1949
- Chiasmocleis bicegoi Miranda-Ribeiro, 1920
- Chiasmocleis capixaba Cruz, Caramaschi & Izecksohn, 1997
- Chiasmocleis carvalhoi (Nelson, 1975)
- Chiasmocleis centralis Bokermann, 1952
- Chiasmocleis cordeiroi Caramaschi & Pimenta, 2003
- Chiasmocleis crucis Caramaschi & Pimenta, 2003
- Chiasmocleis devriesi Funk & Cannatella, 2009
- Chiasmocleis gnoma Canedo, Dixo & Pombal, 2004
- Chiasmocleis haddadi Peloso, Sturaro, Forlani, Gaucher, Motta & Wheeler, 2014
- Chiasmocleis hudsoni Parker, 1940
- Chiasmocleis jacki Fouquet, Trefaut-Rodrigues & Peloso, 2022
- Chiasmocleis jimi Caramaschi & Cruz, 2001
- Chiasmocleis lacrimae Peloso, Sturaro, Forlani, Gaucher, Motta & Wheeler, 2014
- Chiasmocleis leucosticta (Boulenger, 1888)
- Chiasmocleis magnova Moravec & Köhler, 2007
- Chiasmocleis mantiqueira Cruz, Feio & Cassini, 2007
- Chiasmocleis mehelyi Caramaschi & Cruz, 1997
- Chiasmocleis migueli Forlani, Tonini, Cruz, Zaher & de Sá, 2017
- Chiasmocleis papachibe Peloso, Sturaro, Forlani, Gaucher, Motta & Wheeler, 2014
- Chiasmocleis parkeri Almendáriz C., Brito-M., Batallas-R., Vaca-Guerrero & Ron, 2017
- Chiasmocleis quilombola Tonini, Forlani & de Sá, 2014
- Chiasmocleis royi Peloso, Sturaro, Forlani, Gaucher, Motta & Wheeler, 2014
- Chiasmocleis sapiranga Cruz, Caramaschi & Napoli, 2007
- Chiasmocleis schubarti Bokermann, 1952
- Chiasmocleis shudikarensis Dunn, 1949
- Chiasmocleis supercilialba Morales & McDiarmid, 2009
- Chiasmocleis tridactyla (Duellman & Mendelson, 1995)
- Chiasmocleis ventrimaculata (Andersson, 1945)
- Chiasmocleis veracruz Forlani, Tonini, Cruz, Zaher & de Sá, 2017

## Taxinomie
Le genre Nectodactylus a été synonymisé avec Chiasmocleis par Parker en 1927. Le genre Syncope a été synonymisé avec Chiasmocleis par Peloso, Sturaro, Forlani, Gaucher, Motta & Wheeler en 2014.

## Publication originale
- Méhely, 1904 : Investigations on Paraguayan batrachians. Annales Historico-Naturales Musei Nationalis Hungarici, vol. 2, p. 207-232 (texte intégral).